# Ricardo Solá
Ricardo Anacleto Solá Terán (San Miguel de Tucumán, 13 de julio de 1868 – Salta, 19 de enero de 1951) fue un militar argentino, que ejerció como interventor nacional en la provincia de Salta y comisionado nacional en La Rioja y Tucumán. Como militar fue inspector general del ejército.
Ocupó una banca como Senador en dos oportunidades (1934-38 y 1938-42)- Integró además la Asociación Retirados del Ejército y la Armada. En la faz comercial fue designado presidente de la Sociedad Anónima "La Salteña Ltda.".

## Biografía
Vida Personal
El General Ricardo Solá Terán, nació en San Miguel de Tucumán el 13 de julio de 1868, siendo hijo del Coronel Juan Solá y de Julia Terán Silva, apellidos pertenecientes a tradicionales familias tanto de Salta como de Tucumán. De su casamiento con Ana Fleming Jáuregui nacieron Ana María y Cora quienes murieron sin descendencia, Juan Nepomuceno (casado con Amalia Usandivaras) y Mercedes Elisa (casada con Jaime Sierra Gómez Rincón) quienes tuvieron 5 y 6 hijos, respectivamente.
El militar argentino Ricardo Solás proviene de una familia con tradición militar y política que forma parte de la historia de la Provincia de Salta. El Presbítero Don Juan Nepomuceno de Solá quien fue miembro de la Junta mixta de Salta en el Cabildo abierto del 22 de Mayo de 1810, su abuelo Manuel Solá, fue gobernador durante la tiranía de la primera cruzada en Salta, su padre, el Coronel Juan Solá, fue en dos ocasiones gobernador de la provincia.
Trayectoria Militar
- Estudió en el Colegio Militar de la Nación donde destacó como el primero de su promoción, obtuvo el Diploma de Estado mayor que fue un logro fundamental en su carrera militar.
- Se desempeñó en posiciones técnicas como la Dirección de la Escuela de Tiro, la Dirección del Colegio Militar de la Nación e Inspector General del comando superior del Ejército de IV División con asiento en Córdoba.
- Integró comisiones para la compra de armamento, en especial; en Europa.
- Fue agregado militar en Río de Janeiro con el objetivo de mejorar las relaciones internacionales entre Argentina y Brasil, basado en la relaciones de amistad y confianza con el canciller brasileño Baron de Río Branco.
- Jefe de Estado Mayor de la IV Región Militar del Ejército, miembro de la Comisión de Armamentos en el Arsenal Principal de Guerra, Jefe de la II División del Gabinete Militar, Agregado Militar en el Brasil, Director de la Escuela de Tiro, Director interino del Colegio Militar de la Nación, Presidente del Consejo de Guerra para Jefes y Oficiales, Comandante de la IV División de Ejército e Inspector General de Ejército.
- Durante su carrera castrense fue distinguido con la Orden Al Mérito Militar, de Chile y con la Orden del Águila Roja, de Alemania.

Trayectoria como Interventor Nacional
La llegada al poder del entonces Coronel de Brigada Ricardo Solá fue fortuita en razón que al alejarse Giménez Zapiola el citado jefe militar, que se encontraba como Comandante accidental de la V Brigada de Artillería, debió hacerse cargo del gobierno de Salta al encontrarse acéfalo, teniendo por misión preservar la seguridad, los archivos y edificios públicos de acuerdo con los reglamentos militares previstos para estos casos.[cita requerida].
En 1914 fue nombrado Comisionado Nacional en La Rioja; después de haber actuado como Interventor Federal en Salta, cumplió funciones similares en Tucumán en 1934. 
El general Solá apoyó la creación del Instituto San Felipe y Santiago de Estudios Históricos de Salta respondiendo a la solicitud del arzobispo de Salta, Mons. Roberto J. a quien se le atribuye su fundación de esta organización el 7 de junio de 1937. En las conversaciones que llevaron a la decisión también participaron Dr. Atilio Cornejo, Dr. Arturo Torino y el Presbítero Miguel Angel Vergara, este grupo de personalidades resaltó que la creación de esta institución era un homenaje a los aportes del pueblo de Salta a la historia del país. 
En 1914 decidió construir una capilla bendecida bajo la Advocación de la Virgen del Rosario. La edificación fue hecha con estilo arquitectónico neogótico cuando lo colonial era lo influyente para la época, la misma fue levantada a las afueras del pueblo de Campo Quijano ubicado al pie de los Andes.
Obras escritas
El General Solá también dejó numerosas obras, tales como: 
- "Reglamento de Pontoneros de Campaña", 1904; "Reglamento de Pontoneros de Montaña", 1907;
- "Reglamento para las ametralladoras a lomo", 1915.
- "El General Güemes. Su actuación en la Guerra del a Independencia y su justificación ante la posteridad", en 1933.[cita requerida]